# Игор Сикорски
Ѝгор Ива̀нович Сико̀рски (на английски: Igor Ivanovich Sikorsky, на руски: Игорь Иванович Сикорский, на украински: Ігор Іванович Сікорський) е руско-американски учен авиоконструктор. Създател е на първия четиримоторен бомбардировач „Иля Муромец“ и на вертолета.
Роден е на 25 май 1889 година в Киев, Руска Империя, днешна Украйна. Още от ранно детство се увлича по авиомоделирането. На 12-годишна възраст построява малък макет на вертолет, задвижван с ластик.
Учи в кадетския корпус на „Морското кадетско училище“ в град Санкт Петербург (1903 – 1906) и в Киевския политехнически институт. За кратко време пребивава в Париж.
През лятото на 1908 г. заминава на пътешествие из Европа, по време на което се запознава с братята Райт. Завръщайки се в Киев, започва да работи върху проект за създаването на вертолет. През 1909 и 1910 г. изработва два модела, които така и не може да издигне във въздуха.
Изоставя проекта си, считайки го за безперспективен, и започва да се занимава само с конструиране на самолети. В периода 1910 – 1911 г. създава няколко самолета от модел „С“. През лятото на 1911 г. извършва полет с биплан „С-5“, снабден с двигател с мощност 50 к.с. Полетът продължава повече от час и достига височина 450 м. По същото време конструкторът получава и летателен лиценз (под номер 64) от „Международната авиационна федерация“.
От 1912 до 1918 година Сикорски оглавява конструкторското бюро на авиационния отдел на „Руско-балтийския завод“, който през 1913 и 1914 г. започва да произвежда първите в света многомоторни самолети („Гранд“, „Руски витяз“, „Иля Муромец“).
В годините на Първата световна война под ръководството на Сикорски са построени 75 четиримоторни бомбардировача.
През 1919 година Сикорски емигрира в САЩ, където в течение на няколко години се занимава с преподавателска дейност и чете лекции, а през 1923 година заедно с няколко други руски имигранти (бивши офицери) създава компанията „Сикорски аероинжениринг“. През 1928 г. компанията става част от „Юнайтед еъркрафт“.
Първият самолет, построен от Сикорски в САЩ, е двумоторен биплан S-29 (1923). През 1929 година Сикорски създава за авиокомпанията „Пан Америкън еъруей“ двумоторен биплан S-38. Малко по-късно Сикорски започва разработка на летателен апарат с по-голямо натоварване на крилото. Неговите четиримоторни модели S-40 (1931) и S-42 (1932) са първите в света транспортни самолети, снабдени с пропелери с постоянна скорост на въртене.
S-42, който е създаден за далечни полети, през 1934 г. поставя рекорд за височина на полета (6220 метра) с товар, тежащ повече от 4900 кг. В същата година S-38 поставя световен рекорд за скорост.
В началото на 40-те години на ХХ век публично е демонстриран полет по устойчива траектория с машина, приличаща по конструкция на съвременния вертолет – VS-300. Вертолетът на Сикорски поставя няколко световни рекорда. В следващите години е приет на въоръжение в армията на САЩ и е закупен от редица държавни организации и агенции, както и от много авиокомпании.
Вертолетът S-51 широко се използва в бойни операции по време на Корейската война.
Сикорски е удостоен с множество звания и държавни награди. Избран е за почетен член на много университети по света.
Умира в град Истън, щата Кънектикът, на 26 октомври 1972 г.